# Marche Sorabe
La marche Sorabe (en latin Limes Sorabicus, en allemand Sorbenmark) était une marche bordant la frontière est de la Francie orientale du IXe siècle au XIe siècle. La marche Sorabe devait sans doute inclure l’est de la Thuringe. 

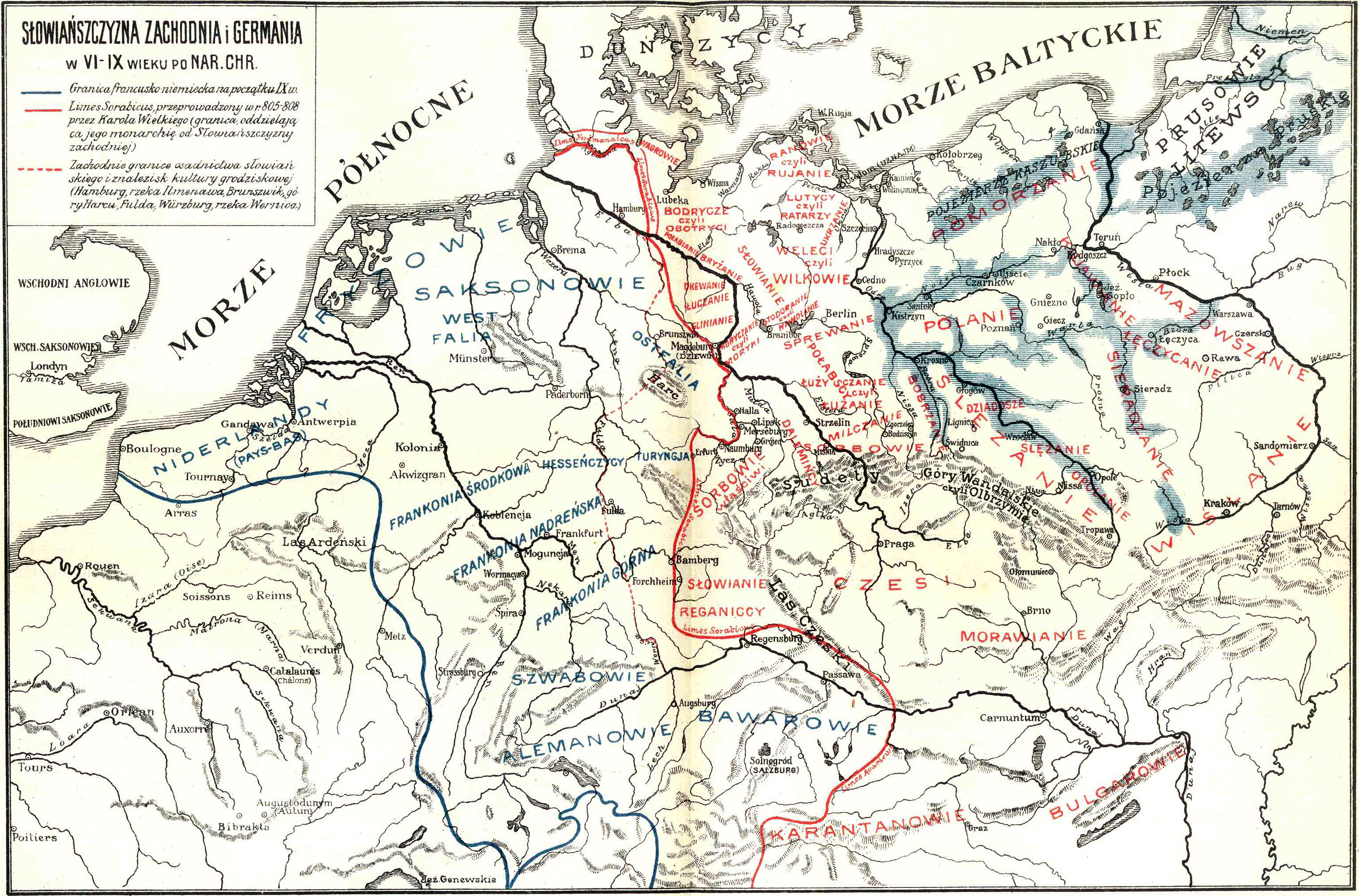
Limes Sorabicus

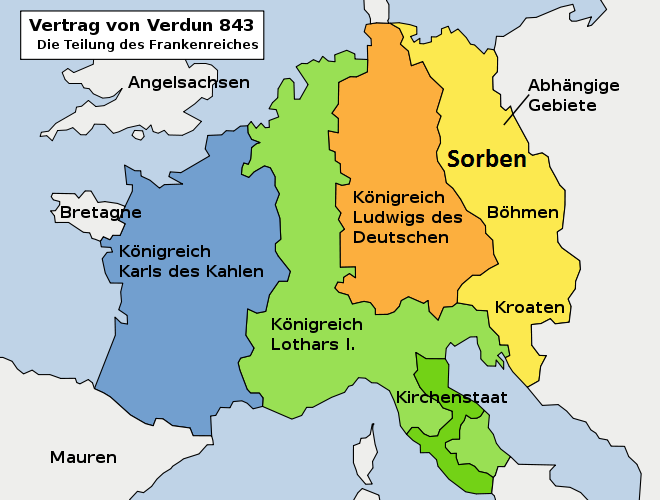
Sorabes en 843

## Histoire
La marche Sorabe est parfois appelée la marche de Thuringe. Le nom de « marche Sorabe » n’apparaît que quatre fois dans les Annales de Fulda et seulement trois souverains sont mentionnés : Poppon II de Thuringe, Thachulf (duc de Thuringe) (de) et Radulf II. Ils portent le titre de dux Sorabici (limitis) dans les Annales. Dans d’autres documents, on leur donne le titre de comtes (comites), de margraves (marchiones) ou bien encore de ducs de Thuringe (duces Thuringorum). À l’origine, la marche était sans doute gouvernée par la famille  Babenberg. La Saale marquait la limite entre la Thuringe et le pays des Sorabes. Éginhard écrivait vers l’an 830 : Salam fluvium, qui Thuringos et Sorabos dividit (« la rivière Saale qui sépare la Thuringe et les Sorabes »). À cette époque, Erfurt était le centre économique de la Thuringe orientale. La marche sorabe comprenait sans doute les régions situées à l’est de la Saale, jusqu’à l’Elster Blanche et la Pleisse, qui étaient contrôlées par des châteaux-forts. Il est impossible de dire aujourd’hui si la marche sorabe comprenait aussi des régions à l’ouest de la Saale.
Au IXe siècle, les Slaves Milceni de la marche Sorabe se sont révoltés à plusieurs reprises contre les Allemands qui leur faisaient payer un tribut. Au siècle suivant, la marche a fait partie de la grande marca Geronis de 937 à 965. À cette époque, les Sorabes, descendants des Milceni, étaient réduits au servage et la marche était largement pacifiée. Après 965, la marche Sorabe a fait partie de la marche de Misnie.

## Sources
- Reuter, Timothy (traduction) The Annals of Fulda, (Manchester Medieval series, Ninth-Century Histories, Volume II.) Manchester, Manchester University Press, 1992.
- Thompson, James Westfall, Feudal Germany, Volume II, New York, Frederick Ungar Publishing Co., 1928.
- Leyser, Karl (janvier 1968) "Henry I and the Beginnings of the Saxon Empire", The English Historical Review, 83(326) :1–32.

- (en) Cet article est partiellement ou en totalité issu de l’article de Wikipédia en anglais intitulé « Sorbian March » (voir la liste des auteurs).